# Stuart Pearce
Stuart Pearce MBE (* 24. April 1962 in Hammersmith, London, England) ist ein englischer Fußballtrainer und ehemaliger -spieler, der als einer der besten linken Außenverteidiger in der Geschichte der englischen Nationalmannschaft gilt.

## Karriere

### Vereinslaufbahn
Zu Beginn seiner Karriere fiel Pearce bei einem Probetraining bei den Queens Park Rangers durch und lehnte anschließend ein Angebot von Hull City ab, um stattdessen den Beruf des Elektrikers zu ergreifen und den Fußball auf nicht-professioneller Ebene fortzusetzen. Er erhielt dann jedoch erneut ein überraschendes Angebot für ein Probetraining bei dem damaligen Topverein Coventry City, welches er auch bestand. Nachdem er 241 Pflichtspiele für den niederklassigen FC Wealdstone bestritten hatte, folgte dort sein Debüt im Jahr 1983. Er etablierte sich schnell als kompromissloser linker Außenverteidiger mit einer harten, aber fairen Spielweise. Zwei Jahre später wurde er von Brian Clough für den Verein Nottingham Forest verpflichtet.
Pearce spielte mehr als zehn Jahre für Nottingham Forst, die meiste Zeit als Mannschaftskapitän und kurzzeitig sogar als Spielertrainer und Interimscoach, während der Verein nach einem Nachfolger für die Trainerposition suchte. Er gewann dort zweimal den Ligapokal und einmal den Simod Cup, einen Pokalwettbewerb, der zwischen 1985 und 1992 als Ersatzwettbewerb für englische Vereine, die kollektiv wegen der Katastrophe im Brüsseler Heysel-Stadion für europäische Wettbewerbe ausgeschlossen worden waren, ausgespielt wurde. Während der FA-Cup-Finalbegegnung im Jahr 1991 erzielte er ein Freistoßtor, musste sich mit seinem Verein dennoch Tottenham Hotspur geschlagen geben. Wegen seiner harten und unnachgiebigen Spielweise erhielt er den nett gemeinten Spitznamen „Psycho“. Dieser wurde ursprünglich von den Fans von Nottingham Forest erfunden. Später übernahmen ihn die Fans der englischen Nationalmannschaft.
Als Nottingham Forest im Sommer 1997 aus der Premier League abstieg, verließ Pearce den Verein in Richtung Newcastle United und erreichte dort erneut ein FA-Cup-Finale, in dem er jedoch erneut unterlag. Er wechselte erneut, dieses Mal zu West Ham United. Sein letzter Verein als Spieler war Manchester City, für den noch ein Jahr als Spieler sowie als Co-Trainer tätig war. In seinem letzten Spiel als Profifußballer verschoss er einen Elfmeter und verpasste damit das hundertste Pflichtspieltor in seiner Karriere.
Im Januar 2016 kündigte Pearce mit 53 Jahren seine Rückkehr als Spieler an. Er schloss sich dem „schlechtesten Team des Vereinigten Königreichs“ an, dem Longford AFC aus Gloucestershire.

### Englischer Nationalspieler
Pearce debütierte für die englische Nationalmannschaft in der Partie gegen Brasilien im Jahr 1987 (als 999er Spieler in der Geschichte). Von 1988 an war Pearce dann stets Stammspieler auf der Position des linken Außenverteidigers in der Nationalmannschaft und verzeichnete insgesamt 78 Einsätze.
Im Jahr 1990 wurde in der Vorrunde der WM 1990 ein Freistoßtor von Pearce im Spiel gegen die Niederlande nicht anerkannt. England gelangte bis in das Halbfinale gegen Deutschland, und Pearce vergab dort, nachdem das Spiel nach regulärer Spielzeit und Verlängerung 1:1 geendet hatte, im entscheidenden Elfmeterschießen als einer von zwei Schützen. Pearce verließ das Feld weinend, wurde aber niemals für die Niederlage verantwortlich gemacht, da sein Elfmeter von Bodo Illgner pariert wurde, im Gegensatz zu Chris Waddle, dessen Elfmeter weit über das Tor flog.
Pearce nahm an der erfolglosen EM 1992 teil, bei der England ohne Sieg bereits in der Vorrunde ausschied. Zum Abschluss der zu diesem Zeitpunkt bereits verpassten Qualifikation für die WM 1994 in den USA gesellte sich für Pearce auch ein persönlicher fußballerischer Tiefpunkt, als er nach nur 8,3 Sekunden das Gegentor in der Partie gegen San Marino, einem der schwächsten Fußballteams überhaupt, verschuldete (England gewann diese Partie noch mit 7:1).
Als Terry Venables im Jahr 1994 die Nationalmannschaft übernahm, verlor Pearce zunächst seinen Stammplatz an Graeme Le Saux, gewann ihn jedoch zurück, als der Verteidiger der Blackburn Rovers wegen eines Beinbruchs ausfiel. Pearce behielt diese Position bis zur EM 1996, bei der er mit einem erfolgreich verwandelten Strafstoß im Elfmeterschießen gegen Spanien, das England dann auch gewann, sein Trauma von der WM 1990 besiegte. Sein kraftvoller und emotionaler Torjubel inmitten des ekstatischen Publikums im Wembley-Stadion wurde zu einem der bekanntesten Bilder des Turniers. Im Halbfinale gegen Deutschland verwandelte er erneut seinen Strafstoß im Elfmeterschießen, aber erneut ging der „Erzrivale“ als Sieger vom Platz. Nach dem Turnier nahm Pearce gemeinsam mit den „Elfmeter-Unglücksraben“ Chris Waddle und Gareth Southgate (der den entscheidenden Strafstoß gegen Deutschland bei der EM 1996 vergab) einen heiteren Werbespot für Pizza Hut auf, in dem sie sich über ihre eigenen Missgeschicke lustig machten.
Seine Karriere in der englischen Nationalmannschaft schien mit der Wiedergenesung von Le Saux schon zu Ende zu sein, aber als Kevin Keegan die Nationalmannschaft übernahm, feierte er nach einer 27-monatigen Pause im Alter von 36 Jahren für zwei Spiele gegen Luxemburg (6:0) und Polen (0:0) ein kurzzeitiges Comeback. Obwohl Pearce mit insgesamt 78 Einsätzen in der englischen Nationalmannschaft langjähriger Stammspieler war, ist er nicht Rekordnationalspieler auf seiner Position – diese Ehre gebührt seinem Vorgänger Kenny Sansom mit insgesamt 86 Einsätzen.

### Trainerlaufbahn
Nach seiner Spielerkarriere blieb Pearce bei Manchester City in seiner Rolle als Trainerassistent und wurde ab dem 10. März 2005 als offizieller Nachfolger von Keegan angestellt. Er äußerte den Wunsch nach einem dauerhaften Vertrag, wurde jedoch erst einmal auf Probe und unter Vorbehalt der kommenden Resultate beschäftigt. Am 12. Mai 2005 wurde Pearce als dauerhafter Coach ernannt. 2006 war Pearce kurzzeitig als Kandidat für den Posten des englischen Nationaltrainers im Gespräch. Im Januar 2007 wurde er vom englischen Verband zum U-21-Nationaltrainer ernannt und nahm an der U-21-Fußball-Europameisterschaft 2007 in den Niederlanden teil. Dort scheiterte er mit seiner Mannschaft erst im Halbfinale am Gastgeber. Nach der Saison 2006/07 wurde er durch Sven-Göran Eriksson als Trainer von Manchester City ersetzt.
Nachdem England die Qualifikation für die EM 2008 verpasste und ihren Trainer Steve McClaren beurlaubt hatte, wurde Pearce Co-Trainer unter seinem Nachfolger Fabio Capello. Trotz dieser neuen Tätigkeit blieb er Trainer der U-21 und qualifizierte sich für die U-21-Fußball-Europameisterschaft 2009 in Schweden. Seine junge Mannschaft konnte das gute Ergebnis von 2007 noch einmal steigern und verlor erst die Finalpartie gegen Deutschland mit 0:4. Zwei Jahre später gelang mit der U-21-Fußball-Europameisterschaft 2011 in Dänemark die dritte Teilnahme in Folge. Der Erfolg blieb bei diesem Turnier jedoch aus, vielmehr scheiterte die Mannschaft bereits in der Vorrunde. Im Anschluss an dieses Turnier bot der Verband Stuart Pearce einen neuen Zweijahresvertrag an. Am 29. Februar 2012 betreute Pearce die A-Nationalmannschaft interimistisch für das Länderspiel gegen die Niederlande, nachdem Fabio Capello am Tag zuvor zurückgetreten war.
2012 betreute er das Team GB, eine aus überwiegend englischen U-23-Nationalspielern und einigen älteren walisischen Spielern, u. a. Ryan Giggs, zusammengesetzte Mannschaft, die das Vereinigte Königreich bei den Olympischen Spielen in London vertrat, aber bereits im Viertelfinale im Elfmeterschießen gegen den späteren Dritten Südkorea ausschied.
Nach dem schlechten Abschneiden der englischen U-21 bei der Europameisterschaft 2013 in Israel kündigte die FA an, den Vertrag mit Pearce nicht zu verlängern.
Am 3. April 2014 gab Nottingham Forest bekannt, das Stuart Pearce zum 1. Juli 2014 den vakanten Trainerposten beim englischen Zweitligisten übernehmen wird. Nach einem guten Saisonstart übernahm Forest am 4. Spieltag die Tabellenführung und blieb bis zum 12. Spieltag ungeschlagen. Nach der Niederlage gegen Cardiff City konnte der Verein lediglich drei Siege in den nächsten sechzehn Ligaspielen einfahren und schied zudem in der 3. Runde des FA Cup 2014/15 gegen den Drittligisten AFC Rochdale aus. Eine 0:1-Heimniederlage gegen den Abstiegskandidaten FC Millwall besiegelte nach nur sieben Monaten im Amt das Aus von Pearce. Einen Tag später gab der Verein die Trennung vom Manager bekannt und präsentierte nur wenige Stunden später am Abend des 1. Februar 2015 mit dem ehemaligen Crystal Palace und Bolton-Wanderers-Manager Dougie Freedman den Ersatz.
Ab November 2017 assistierte Pearce bei West Ham United Cheftrainer David Moyes bis zum Ende der Saison 2017/18.

## Trivia
Im Jahr 2021 übernahm Pearce die Hauptrolle im Musikvideo "This Song" von The Stranglers, die er nach eigenen Angaben in seiner Jugend über 300-mal live sah.

## Erfolge/Titel
- WM-Vierter 1990
- EM-Halbfinale 1996
- Englischer Ligapokal: 1989, 1990
- Full Members Cup: 1989